# The Hairy Ape
The Hairy Ape ist ein US-amerikanisches Filmdrama aus dem Jahr 1944. Unter der Regie von Alfred Santell spielen William Bendix und Susan Hayward sowie John Loder und Dorothy Comingore die Hauptrollen.
Das Drehbuch basiert auf dem gleichnamigen Stück von Eugene O’Neill (New York, 9. März 1922).

## Handlung
Mildred Douglas, reiche Tochter eines Stahlmagnaten und sehr verwöhnt, ist nach einem Urlaub in Lissabon darauf angewiesen, die Heimreise auf einem Frachtschiff, auf dem sich auch Kriegsflüchtlinge befinden, anzutreten, anstatt auf einem Luxus-Kreuzfahrtschiff. Helen Parker, eine Schulfreundin Mildreds, die den Schiffsingenieur des Frachters, Tony Lazar, kennt, hat Mildred diese sichere Passage in dieser unruhigen Zeit verschafft. Helen kümmert sich um Flüchtlingsfamilien. Wie nicht anders zu erwarten, hat Mildred an allem etwas auszusetzen, die Kabine, die sie mit Helen teilen muss, ist ihr zu klein, das Schiff zu dreckig und für die mitreisenden Flüchtlinge hat sie auch nur Desinteresse übrig. Als Mildred bemerkt, dass Tony sich für Helen interessiert, beginnt sie mit ihm zu flirten, auch mit dem Hintergedanken, dass er ihr seine größere und komfortablere Kabine zur Verfügung stellt. Nachdem ihr das gelungen ist, führt sie Helen triumphierend ihre neue Bleibe vor.
Da Mildred sich an Bord langweilt, überredet sie Tony dazu, ihr zu zeigen, wie es unter Deck und im Maschinenraum aussieht. Sie macht ihm vor, dass der Kapitän seine Erlaubnis für dieses Unterfangen gegeben habe. Als Helen ihr Vorwürfe macht, dass sie damit Tonys Karriere gefährde, kümmert sie das wenig. Im Maschinenraum stößt sie auf den stolzen Heizer Hank Smith, einen Bären von Mann, der in seinem Job natürlich nicht wie aus dem Ei gepellt aussehen kann und schmutzig und schwitzend vor ihr steht. Mildred reagiert bei seinem Anblick erst erschrocken und schleudert ihm dann entgegen, er sei ein „haariger Affe“. Auf diesen Affront im Kreise seiner Kameraden reagiert Hank voller Wut und Unverständnis. Tony gelingt es, Mildred die Treppe hinaufzubugsieren und Hanks Zugriff zu entziehen.
Nachdem das Schiff in New York angelegt hat, zieht Mildred sich in ihre Luxusbehausung zurück, wo sie von Helen aufgesucht wird, die ihr sagen will, dass sie nach Portugal zurückkehrt, um weiterhin Flüchtlingen behilflich zu sein. Mildred behandelt Helen, der sie immerhin ihre sichere Rückkehr verdankt, in ihrer gewohnt blasierten Art und erklärt ihr dann auch noch, dass sie überhaupt nicht an Tony interessiert sei, er sei lediglich als Ablenkung gut gewesen. Helen, der Tony tatsächlich etwas bedeutet, wendet sich daraufhin empört von Mildred ab. Auch Hank hat zusammen mit Kollegen vom Schiff Ausgang und will Mildreds Aufenthaltsort in Erfahrung bringen. Nachdem er in einem Hotel lauter wird, weil man ihn herablassend behandelt, wird die Polizei gerufen. Als man ihn in eine vergitterte Zelle sperrt und er lautstark protestiert, richten die Beamten einen Wasserstrahl aus einem Feuerwehrschlauch auf ihn. Nachdem seine Kameraden Fürbitte für ihn geleistet haben, wird Hank zwar nach einigen Stunden aus der Haft entlassen, fühlt sich aber nun noch mehr gedemütigt. Als er ein Plakat von Goliath, einem Gorilla, sieht, zieht es ihn zum Zoo, wo er gebannt vor dessen Käfig stehen bleibt.
Nur wenige Zeit davor gesteht Tony Mildred seine Liebe, wird von ihr jedoch erbarmungslos abgewiesen. Mit hängenden Schultern verlässt er sie, wobei die Tür einen Spalt breit offenbleibt. Hank, dem Mildreds Beleidigung keine Ruhe gelassen hat, weshalb er erneut versuchen will, mit ihr zu sprechen, nutzt die Gelegenheit, sich durch die offenstehende Tür Zutritt zu Mildreds Luxusdomizil zu verschaffen. Als die junge Frau ihn sieht, fällt sie vor Schreck in Ohnmacht. Hank trägt sie zur Couch und streichelt ihr übers Haar. Nachdem sie wieder zu sich gekommen ist, und einen Versuch unternimmt, ihn mit ihren Reizen zu betören, nimmt er sie hoch und schüttelt sie einmal kräftig, bevor er sie auf die Couch zurücksinken lässt. Sein Zorn ist verraucht, nur Verachtung ist geblieben. Als er wieder auf seinem Schiff ist und Kohle in den Kessel schürt, tut er das mit neuem Selbstbewusstsein und zufrieden lächelnd.

## Produktion und Hintergrund
Gedreht wurde vom 10. Januar bis Ende Februar 1944, Wiederholungsaufnahmen entstanden am 18. April 1944.
Im Vorspann des Films ist zu lesen, dass es sich um Eugene O’Neills preisgekröntes Stück The Hairy Ape handele, obwohl im Juni 1943 in der Daily Variety und im Juli in der New York Times zu lesen war, dass O’Neill seit Jahren schwanke, ob er einer Bearbeitung seines Werkes für die Leinwand zustimmen und die Rechte verkaufen wolle. Nachdem er die Rechte an den Produzenten Jules Levey verkauft hatte, hatte er jedoch, laut der New York Times, keine Kontrolle mehr darüber, wie sein ursprüngliches Stück bearbeitet und umgesetzt werden würde. In der Vorlage des Schriftstellers heißt die Hauptfigur Yank und wird von einem Gorilla zu Tode gequetscht. Im Film wurde aus Yank Hank. In O’Neills Stück wird Yank/Hanks Rebellion gegen die Gesellschaft auch sehr viel deutlicher als im Film. Es war Leveys erste Arbeit für United Artists, er hatte zuvor als Führungskraft im Vertrieb gearbeitet. Obwohl im Februar 1944 in der New Herald Tribune zu lesen war, dass Howard Estabrook zusammen mit Robert D. Andrews das Drehbuch verfasst habe, wird sein Beitrag im Film nicht erwähnt. Der Kameramann Lucien Andriot wurde von Twentieth Century Fox ausgeliehen.

## Kinostart
Der Film wurde in den USA erstmals am 16. Juni 1944 veröffentlicht und lief dann am 2. Juli 1944 allgemein in den Kinos an. In Deutschland (Bundesrepublik und DDR) lief der Film nicht im Kino.
- Schweden: 11. Dezember 1944 unter dem Titel Den håriga apan
- Portugal: 3. September 1945 unter dem Titel Macaco Peludo
- Spanien (Madrid): 15. März 1948 unter dem Titel Pasión salvaje
- Dänemark: 16. Januar 1950 unter dem Titel  Den hårede abe
- Argentinien unter dem Titel Pasión salvaje
- Brasilien unter dem Titel O Grande Bruto
- Finnland unter dem Titel Karvainen apina
- Italien unter dem Titel Il diavolo nero

## Kritik
Felicia Feaster war der Ansicht, dass William Bendix in seiner Rolle in der Art eines Charlie Chaplin agiere. Seine besten Szenen seien demzufolge auch die, wenn er stumm seine Emotionen ausdrücke. Das sei sehr beeindruckend. Der Film lasse jedoch Szenen der Originalvorlage aus und füge andere hinzu. Das Ergebnis sei ein guter, sehenswerter Film, wenn auch etwas altmodisch. Susan Hayward passe in diese dunkle, stimmungsvolle Anpassung des Stücks des berühmten Dramatikers Eugene O’Neill. Die ursprüngliche Geschichte fände eine dramatische Artikulation in dieser Verfilmung. Hayward als hochmütige, grausame Society-Lady stehle Bendix fast ein wenig die Show.
Susan Hayward erhielt begeisterte Kritiken für ihre Leistung. Der Rezensent der New York Herald Tribune urteilte geradezu überschwänglich. Susan Hayward sei entsprechend verhasst in ihrer Rolle als hohles reiches Mädchen und spiele dieses Maß an Niedertracht mit großer Tiefe trotz der teils kitschigen Dialoge.
Dennis Schwartz von Ozus urteilte dagegen, dass der Film, abgesehen von der emotionalen Performance von Bendix als unterhaltsamer Bösewicht und von Hayward als böses, hohlköpfiges Mädchen der Gesellschaft, kaum etwas zu bieten habe. Zu beachten sei, dass ein wütender Yank (Hank) in der Originalvorlage den Käfig des Gorillas betrete und von diesem zu Tode zerquetscht werde. Santells Adaption hingegen ende sehr viel positiver, was den Film letztendlich trivial mache.
Variety bedauerte, dass die meisten Dialoge, wie sie von O’Neill im Original geschrieben worden seien, in der Filmversion fehlen würden.
Die Bischofskonferenz der Vereinigten Staaten sprach von einer interessanten Fehlzündung des Eugene-O’Neill-Stücks. Ein großspuriger Heizer versuche die Beleidigung, die er durch eine reiche Lady erfahren habe, geradezurücken. Regisseur Alfred Santell stelle das „Die Schöne und das Biest-Thema“ im melodramatischer Weise auf den Kopf. Moralisch überzeugend seien die stilisierte Gewalt und Bedrohung jedoch nicht.

## Auszeichnung/Nominierung
- Oscarverleihung 1945: Oscarnominiert Edward Paul und Michel Michelet in der Kategorie „Beste Filmmusik“ (Drama/Komödie) mit The Hairy Ape. Die Auszeichnung ging an Max Steiner und die Literaturverfilmung Als du Abschied nahmst.